# Aerodramus mearnsi
La salangana filipina o rabitojo de lomo castaño (Aerodramus mearnsi) es una especie de ave apodiforme de la familia Apodidae endémica de Filipinas.

## Distribución
Se extiende por la mayor parte de las islas del archipiélago de las Filipinas.